# Georgsaltar (Milbertshofen)

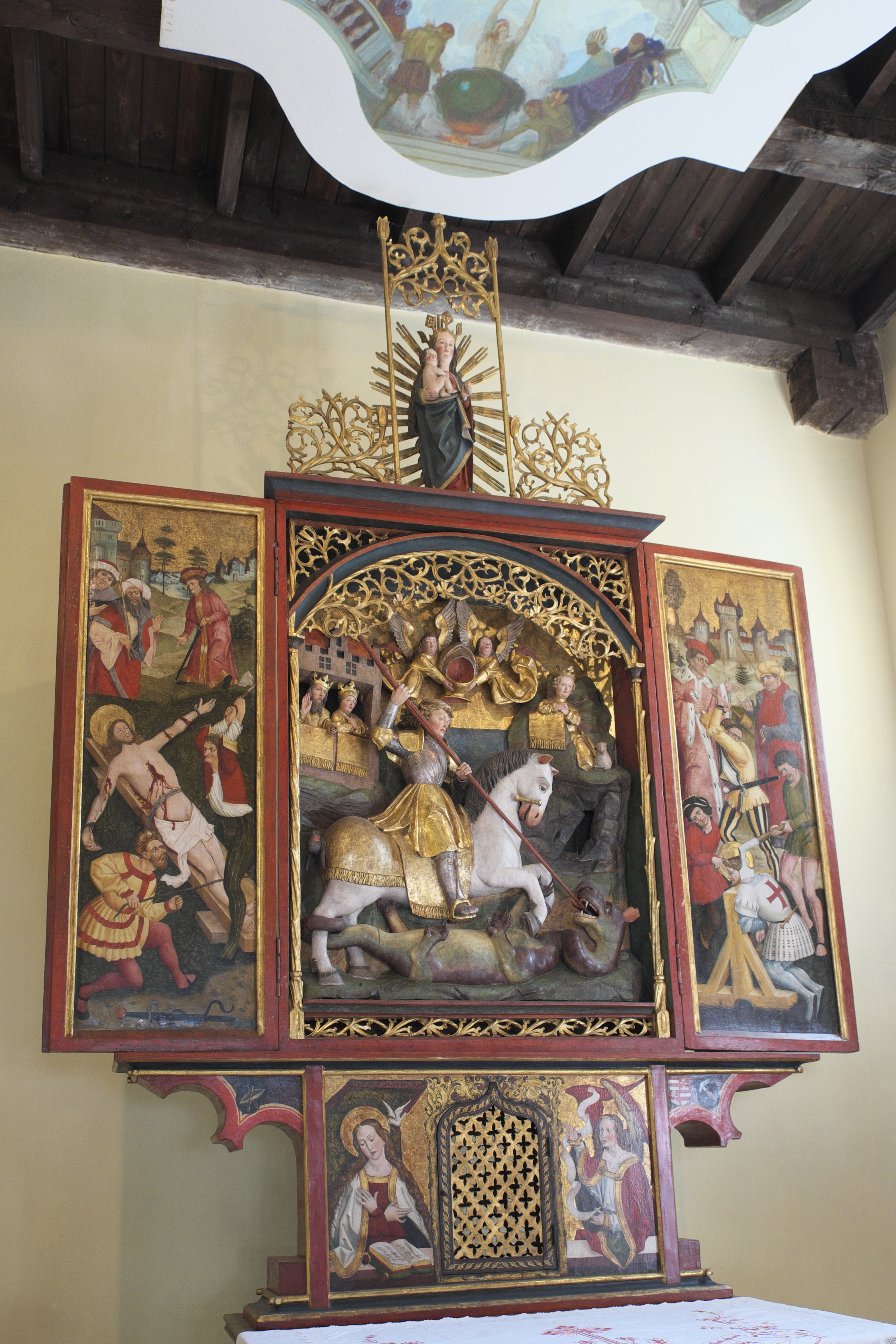
Georgsaltar in geöffnetem Zustand

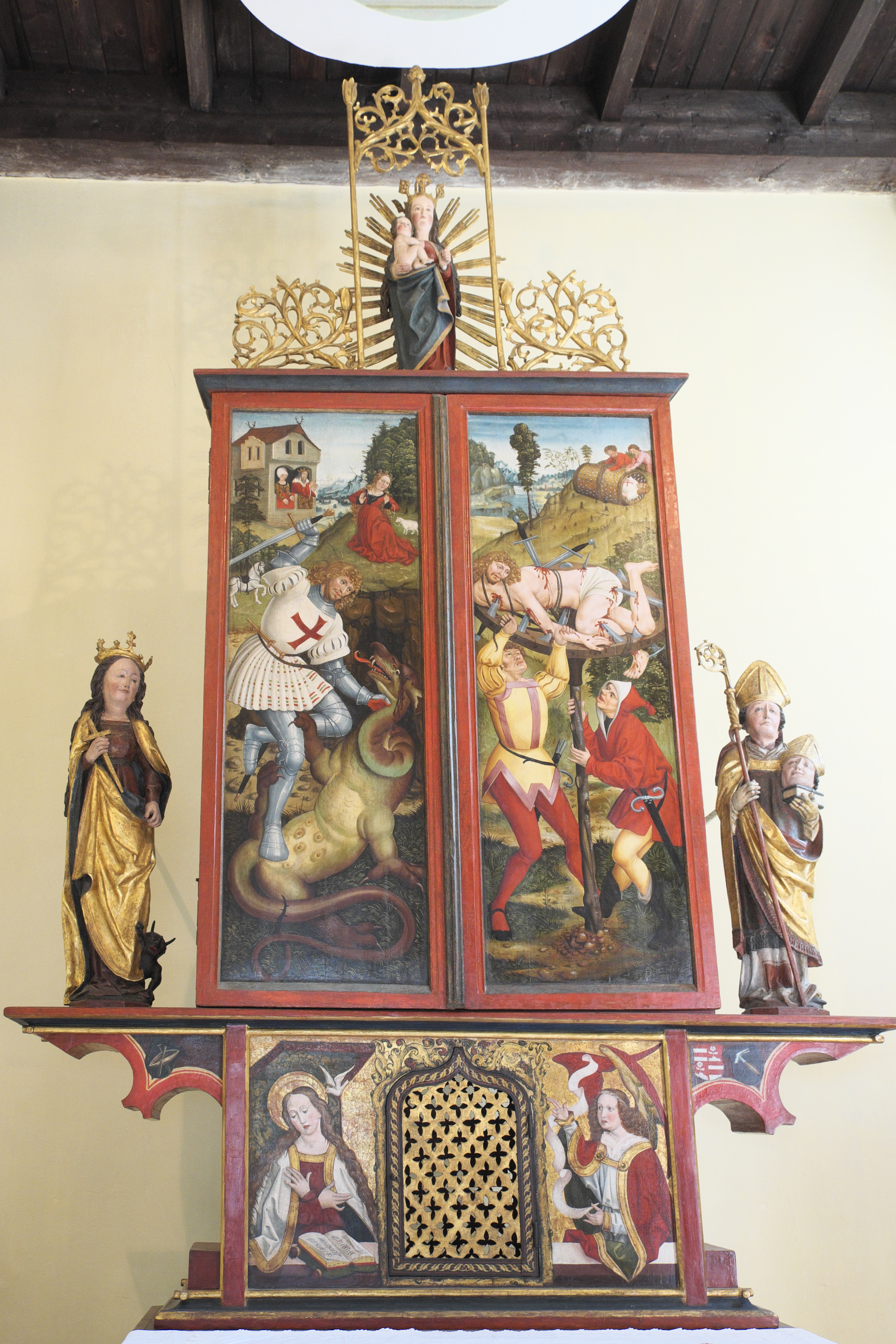
Georgsaltar in geschlossenem Zustand

Der Georgsaltar in der alten Kirche St. Georg in der heute zu München gehörenden ehemaligen Schwaige Milbertshofen ist ein spätgotischer Flügelaltar, der dem Umkreis von Jan Polack zugeschrieben wird.

## Geschichte
Der Milbertshofener Altar wurde von dem Abt Leonhard II. Schmid des Klosters Schäftlarn gestiftet und im Zuge der Erweiterung und Neuausstattung der erstmals 1360 erwähnten Schwaigkirche im Jahr 1510 dort aufgestellt. 1599 wurde der Altar erstmals renoviert. Während des Zweiten Weltkriegs wurde der Altar in das Bayerische Nationalmuseum ausgelagert und in den 1980er Jahren in der um 1910 errichteten neuen Milbertshofener Pfarrkirche aufgestellt. Nach einer Generalrestaurierung in den Jahren 1996 bis 2003 kam der Altar an seinen ursprünglichen Ort in der alten Georgskirche zurück.

## Aufbau
Der Altar besteht aus einem Mittelschrein mit einem filigranen Gesprenge, einem beweglichen Flügelpaar und einer Predella. Die Predella und die beiden Flügel sind bemalt, der Mittelschrein ist geschnitzt. Im Gesprenge steht eine Madonnenfigur mit Kind, von einem Strahlenkranz umgeben.

## Ikonografie
Der Altar ist der Georgslegende gewidmet, wie sie die Legenda aurea schildert. Der heilige Georg wird als Märtyrer und als einer der Vierzehn Nothelfer verehrt.

### Geöffneter Zustand
Der geöffnete Zustand des Altars wird auch als die Sonntags- oder Feiertagsseite bezeichnet. Im Mittelschrein ist der heilige Georg als Drachentöter dargestellt. Er reitet auf einem Schimmel und stößt einem Drachen seine Lanze ins Maul. Über seinem Haupt schweben zwei Engel, die seinen Helm halten. Auf der rechten Seite kniet die Königstochter, die dem Drachen geopfert werden soll, neben ihr ein Lamm, auf der linken Seite sieht man ihre Eltern auf einem Balkon.
Auf dem linken Flügel sieht man den heiligen Georg, der vor den Toren einer Stadt mit Seilen an einen Holzpflock gebunden und von einem Folterknecht mit einer Axt blutig geschlagen wird. Auf dem rechten Flügel ist die Enthauptung des heiligen Georg dargestellt. Er ist mit einer Rüstung bekleidet, auf der ein großes Georgskreuz prangt. Im Hintergrund sieht man die mit Türmen bewehrte Stadtmauer und ein Stadttor.

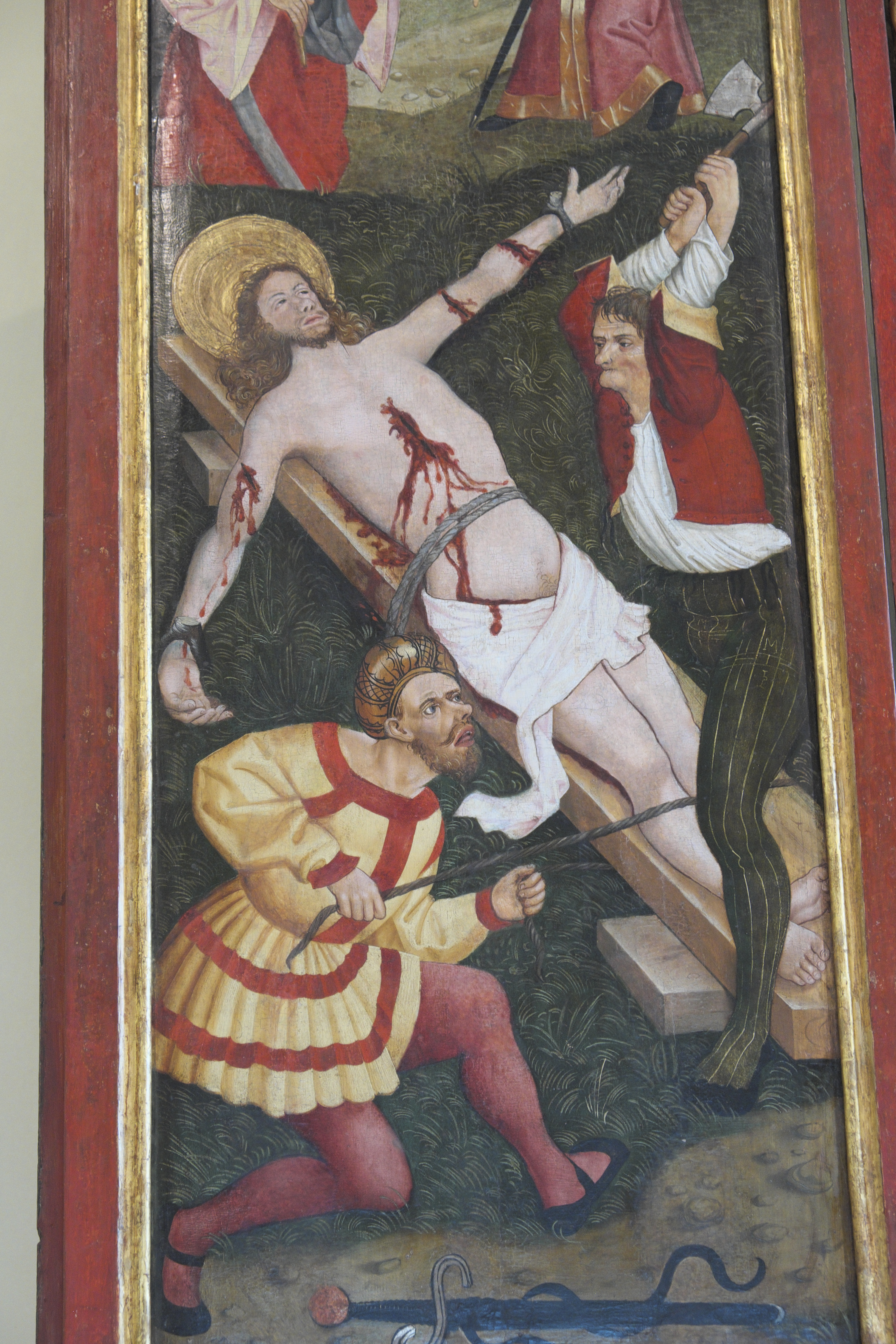
Linker Flügel
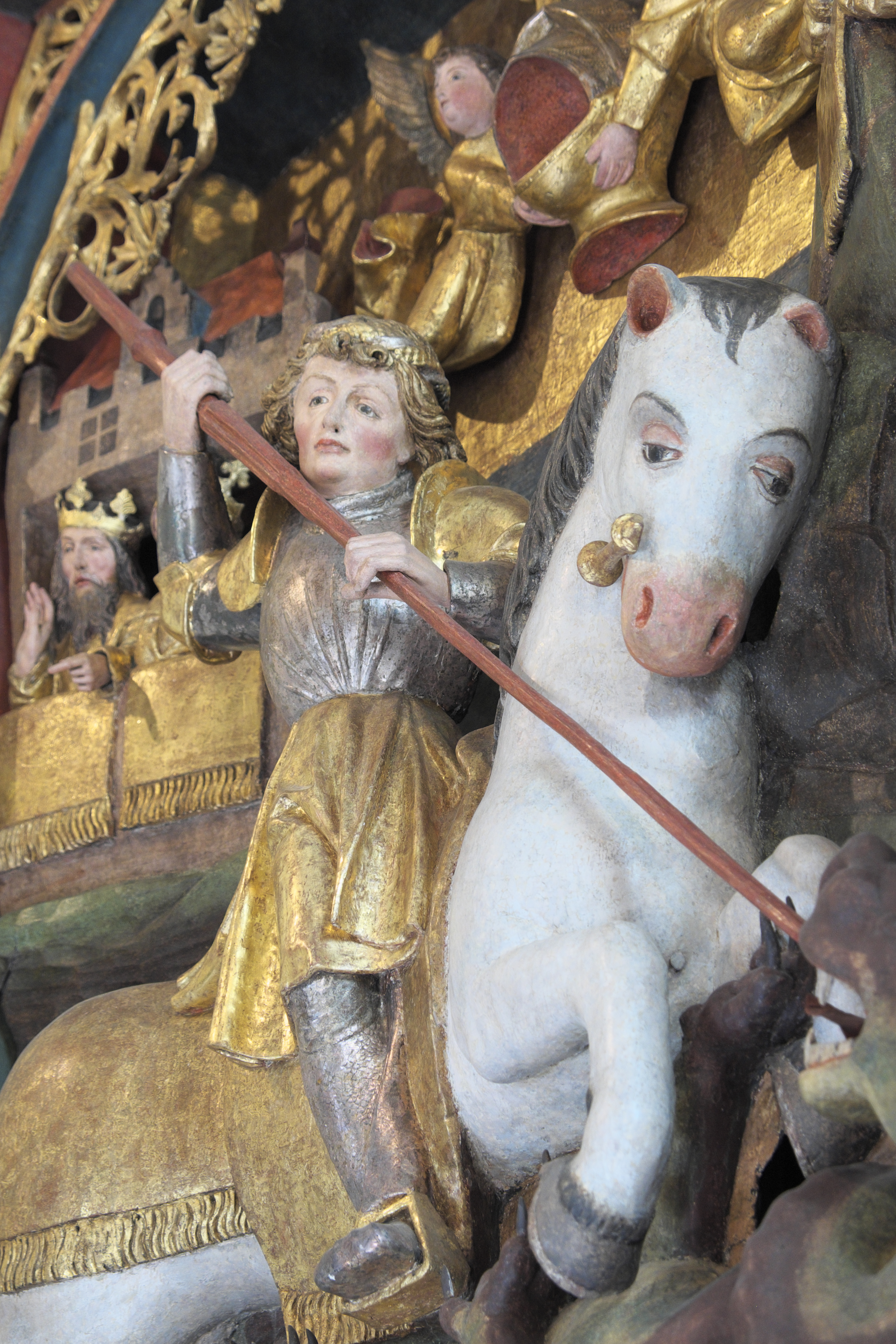
Mitte
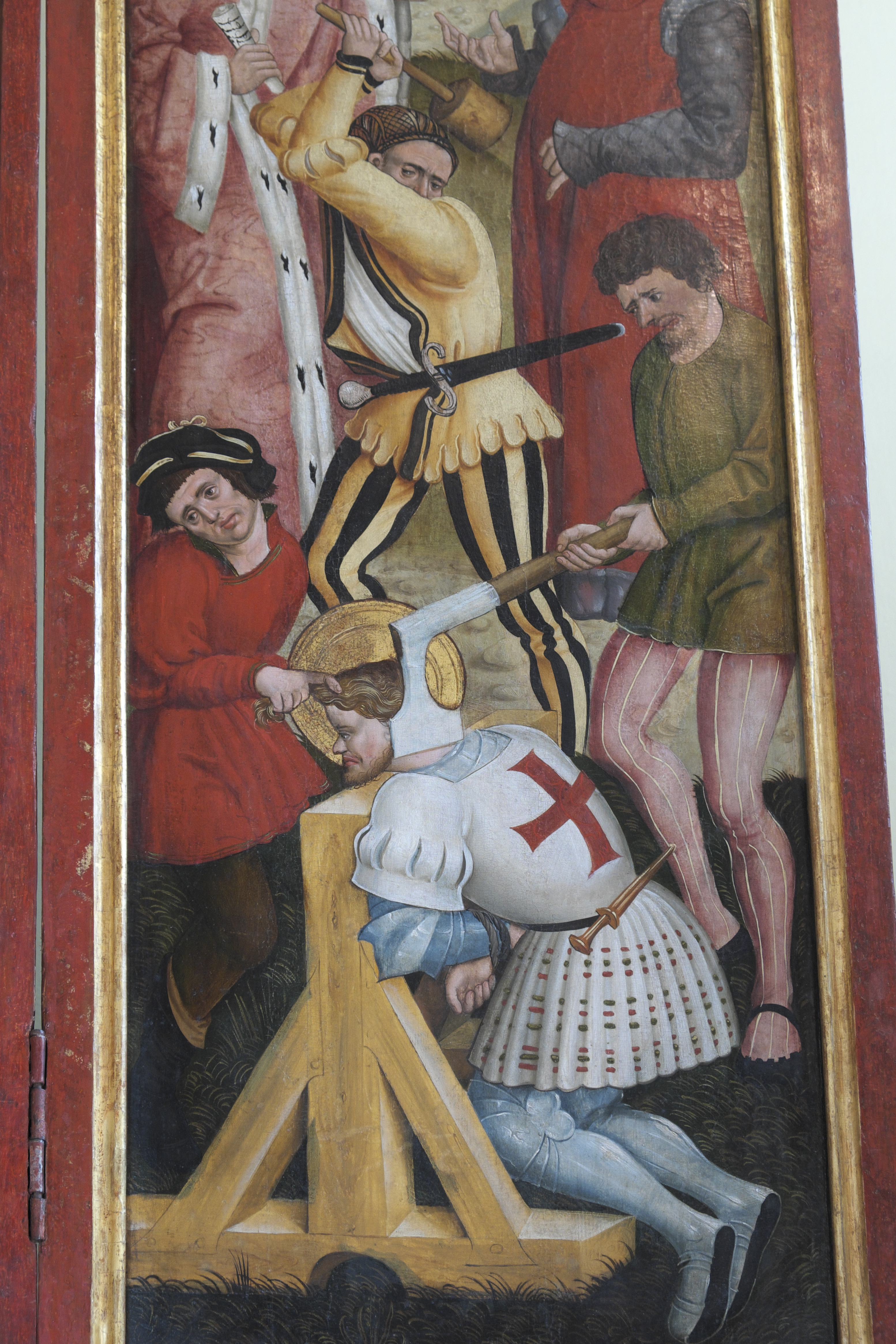
Rechter Flügel

### Geschlossener Zustand
Im geschlossenen Zustand, der Werktagsseite des Altars, kommen die Figuren der heiligen Juliana von Nikomedia und des heiligen Dionysius von Paris zum Vorschein, der Patronatsheiligen der Schäftlarner Klosterkirche. Die Außenseiten der Flügel sind mit weiteren Szenen der Legende und des Martyriums des heiligen Georg bemalt. Auf der linken Seite tötet Georg den Drachen mit seinem Schwert. Im Hintergrund führt die Prinzessin vor einer Gebirgslandschaft ihr Lamm an einer Leine, das Königspaar wohnt der Szene auf einem Balkon bei. Auf der rechten Seite wird der heilige Georg gerädert und in einem mit Nägeln beschlagenen Fass gerollt.

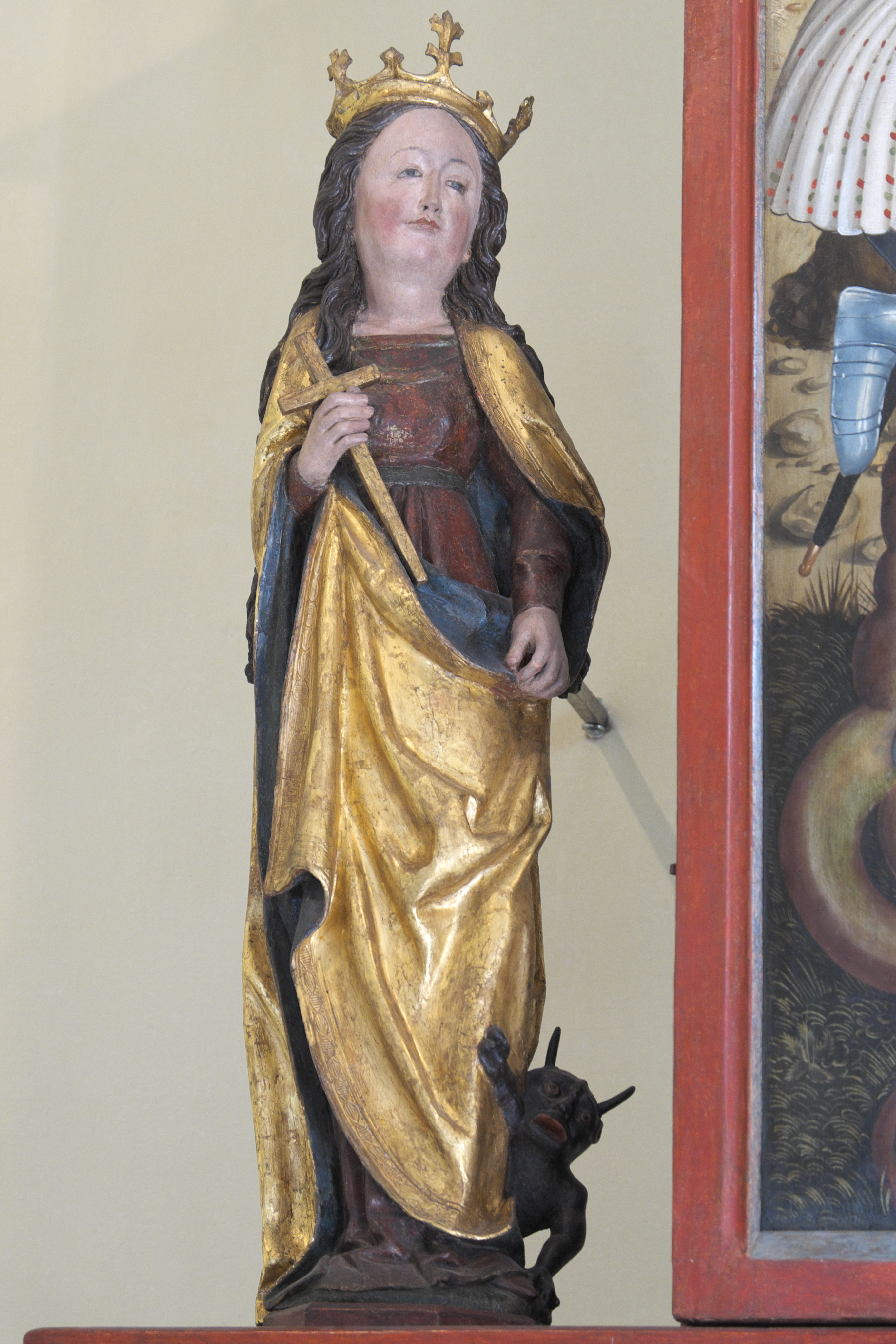
Juliana von Nikomedia
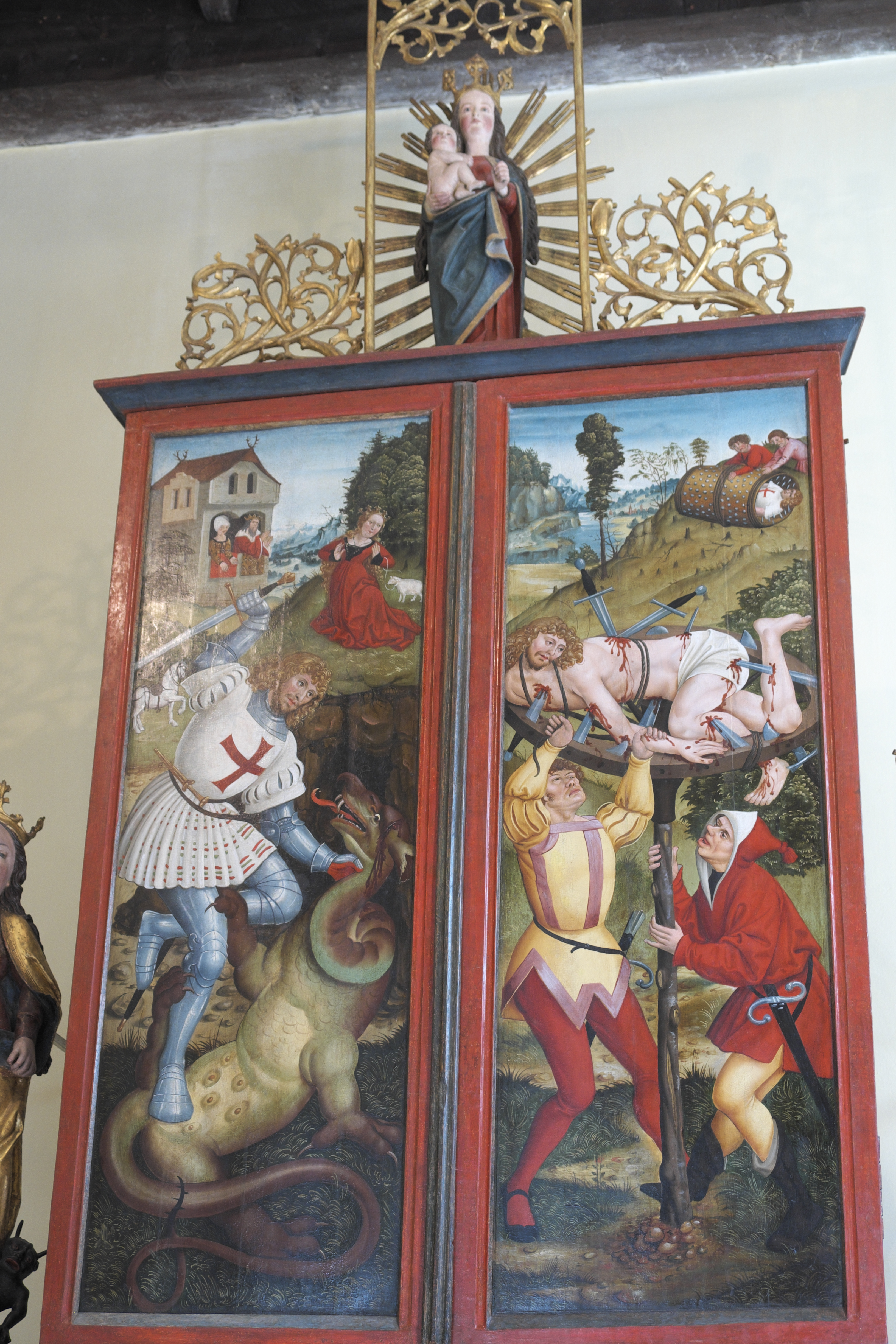
Werktagsseite
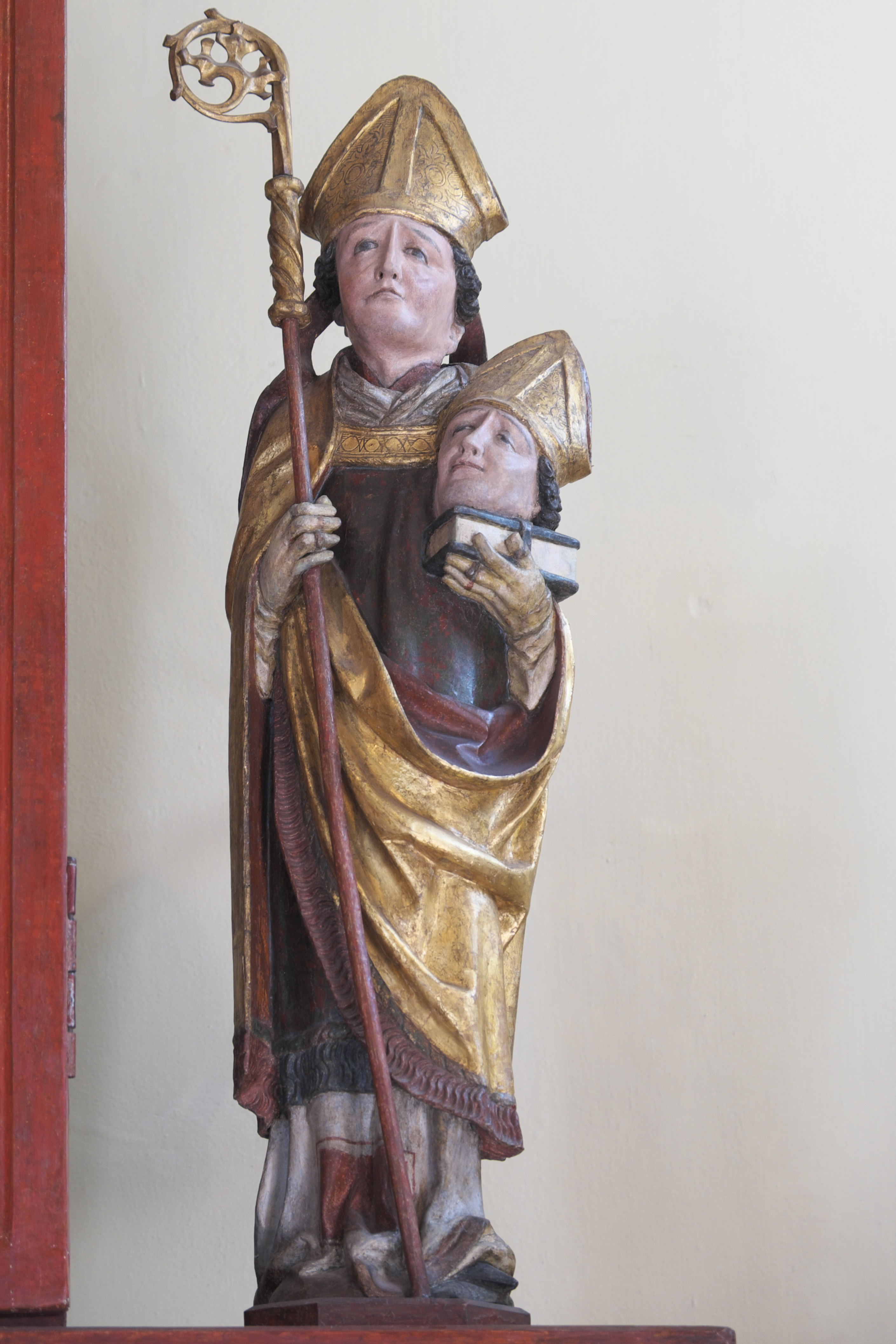
Dionysius von Paris

### Predella
Auf der Predella ist die Verkündigung dargestellt. In der Mitte, zwischen Maria und dem Erzengel Gabriel, wurde nachträglich eine Sakramentsnische eingeschnitten. Seitlich sind die Wappen des Klosters Schäftlarn, ein Boot mit zwei Rudern, und des Abtes Leonhard II. Schmid, des Stifters des Altars, zu sehen.

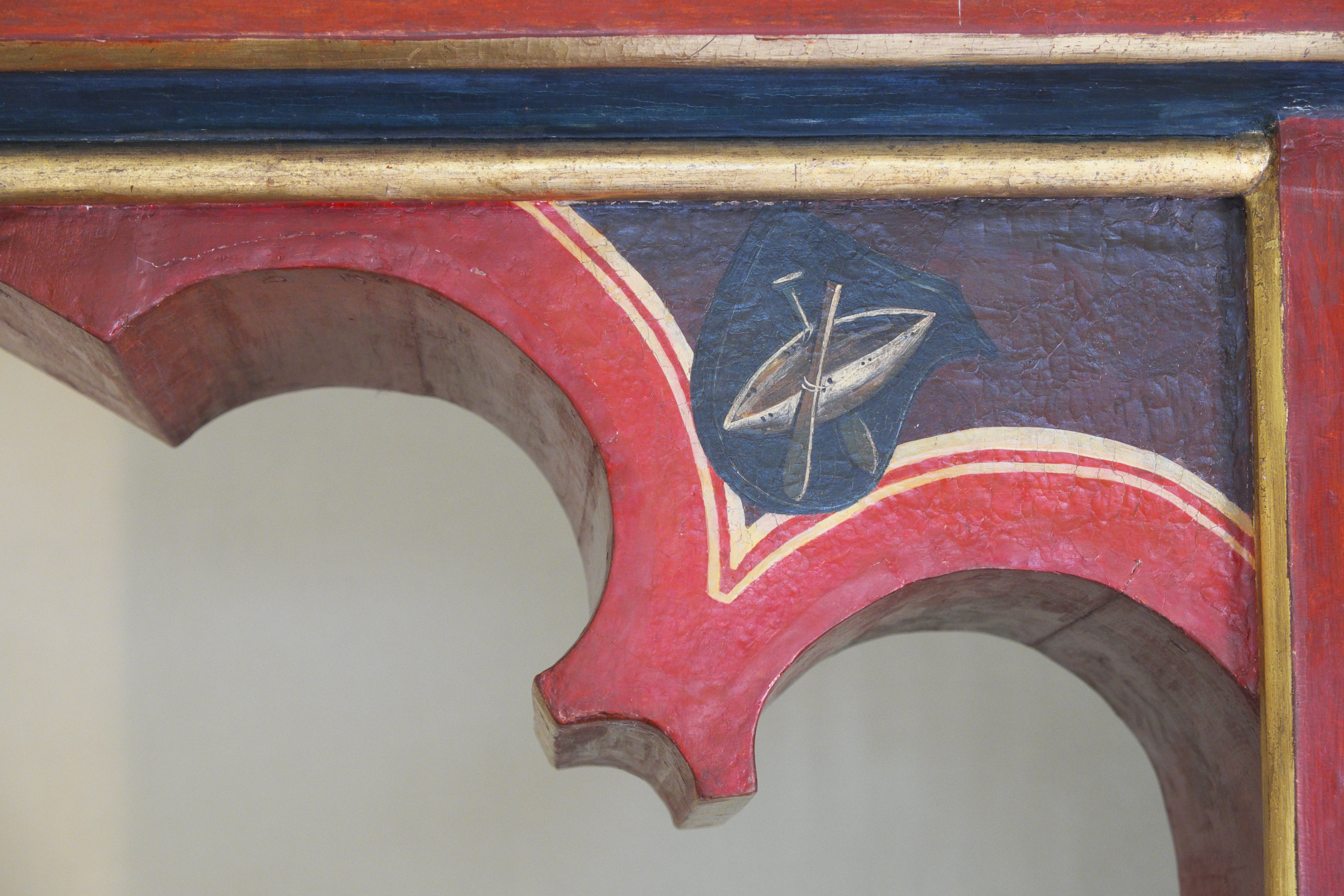
Wappen des Klosters Schäftlarn
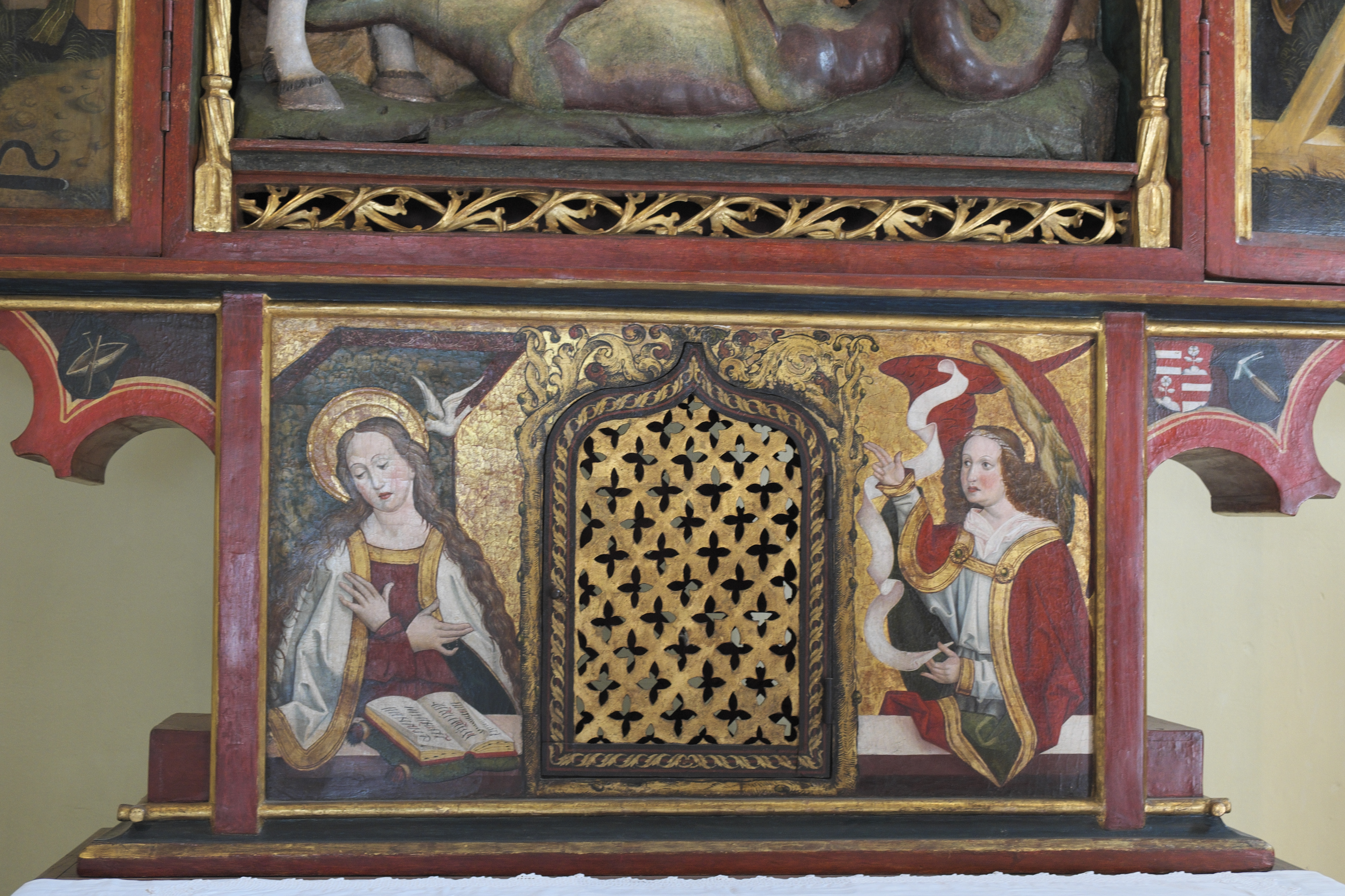
Predella
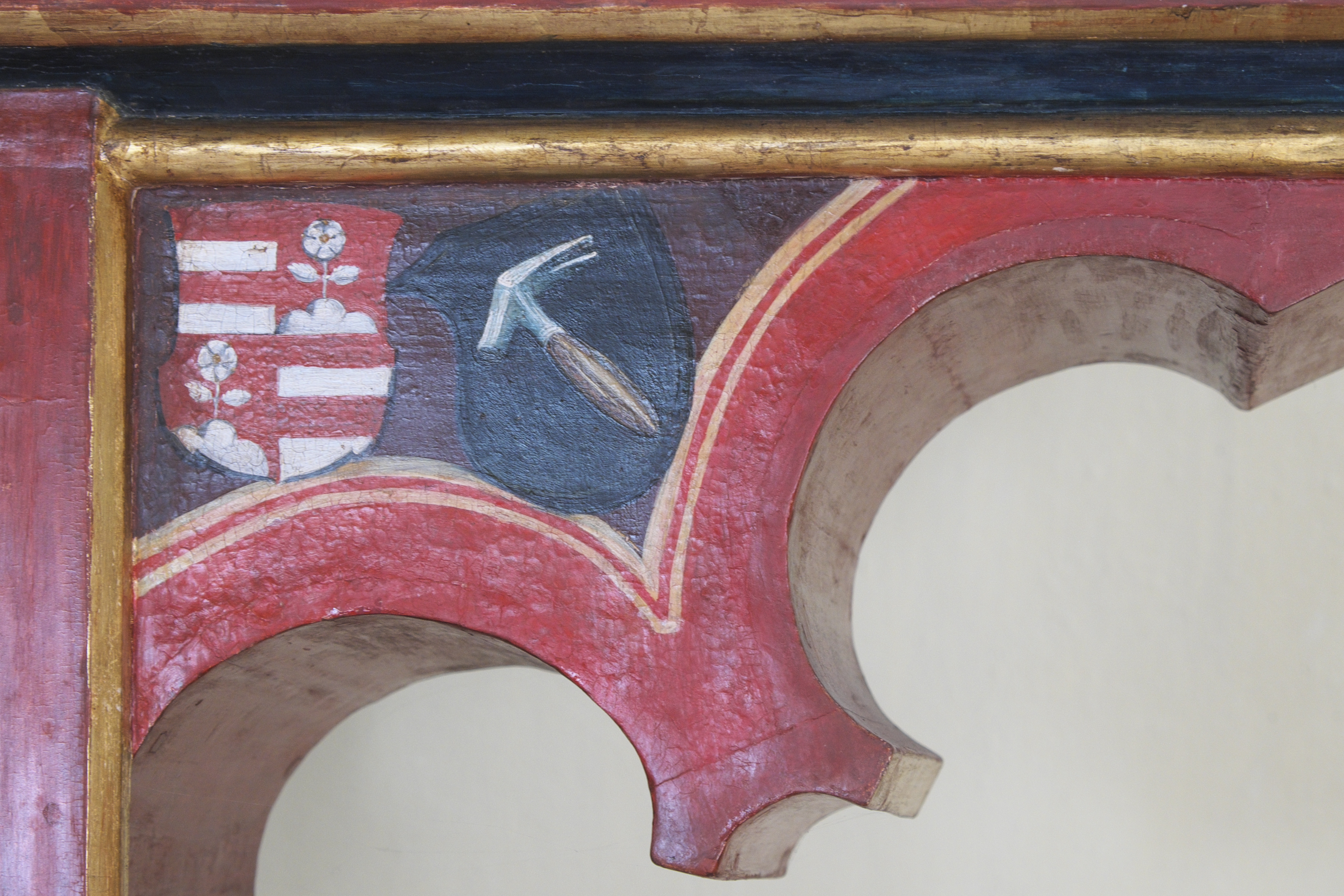
Wappen des Abtes Leonhard Schmid